# المجلس الوطني للعلوم والتكنولوجيا
أنشئ المجلس الوطني للعلوم والتكنولوجيا ( NSTC ) في الولايات المتحدة بموجب الأمر التنفيذي رقم 12881 في 23 نوفمبر 1993.

## مهمة
الهدف الأساسي من إنشائه هو وضع أهداف وطنية واضحة للاستثمارات الفيدرالية في العلوم والتكنولوجيا في مجموعة واسعة من المجالات التي تغطي جميع مناطق المهمة في الفرع التنفيذي تقريبًا. يعد المجلس استراتيجيات البحث والتطوير التي التي تُنَسَّق عبر الوكالات الفيدرالية لتشكيل حزم استثمار تهدف إلى تحقيق أهداف وطنية متعددة.
يُنَظَّم عمله تحت ست لجان رئيسية ؛ العلوم والتكنولوجيا والبيئة والموارد الطبيعية والوطن ، التعليم والعلوم والتكنولوجيا والهندسة والرياضيات والمؤسسات والأمن القومي. تشرف كل من هذه اللجان على اللجان الفرعية ومجموعات العمل التي تركز على الجوانب المختلفة للعلوم والتكنولوجيا وتعمل على التنسيق عبر الحكومة الفيدرالية.

## روابط خارجية
- المجلس الوطني للعلوم والتكنولوجيا